# Kruchta

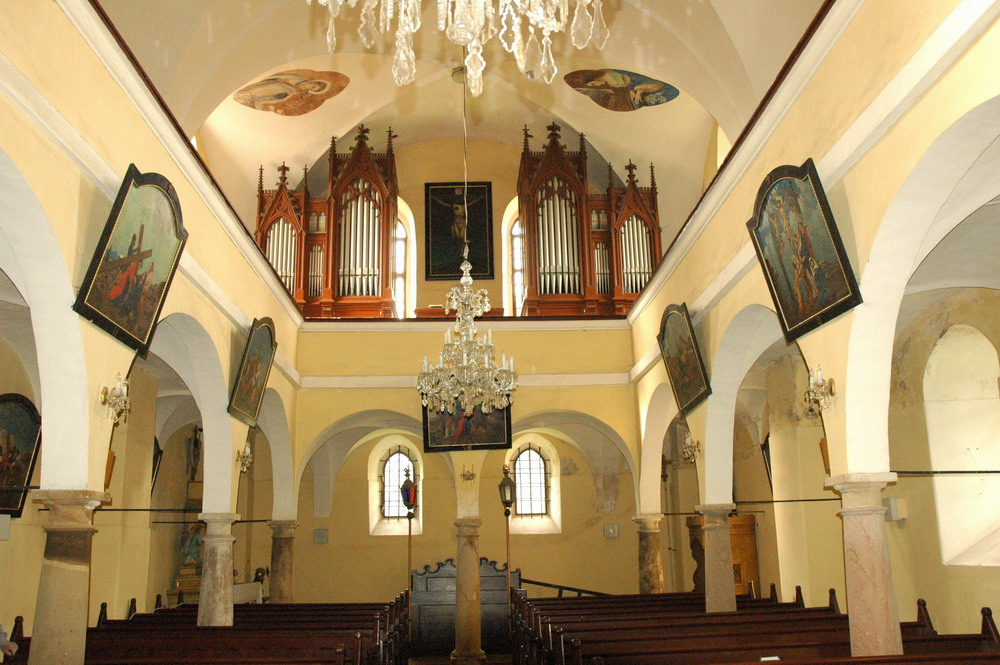
Kruchta kostela svatého Václava v Rudníku

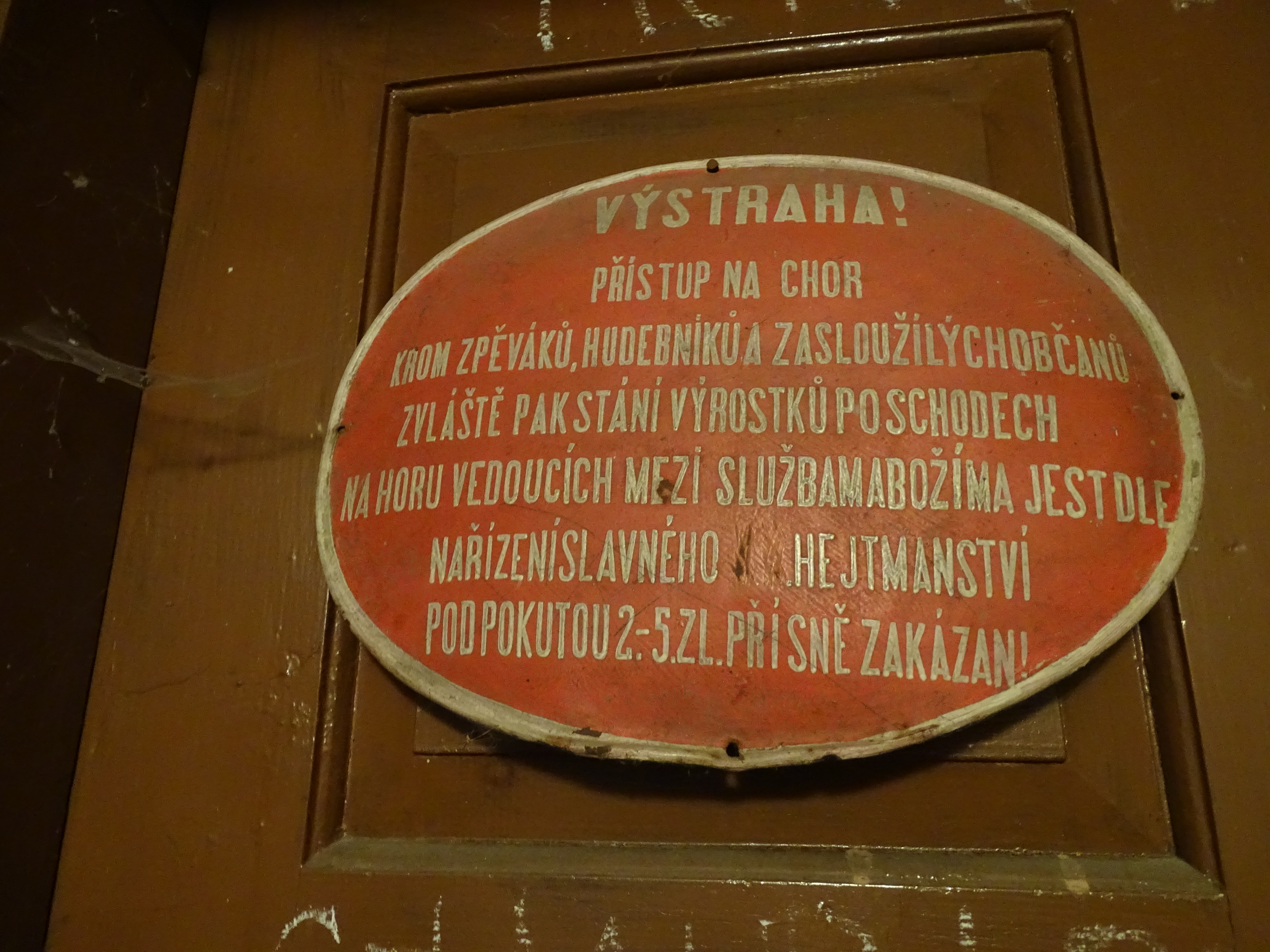
Tabule regulující vstup na kůr

Kruchta (také kůr, nebo chór) je vyvýšená, zpravidla zděná a podklenutá, někdy však pouze dřevěná konstrukce v zadní části lodi kostela, určená pro varhany, pěvecký sbor a hudebníky. Téměř vždy je umístěna proti hlavnímu oltáři. Někdy jsou kruchty i ve dvou patrech nad sebou. U chrámů s centrální dispozicí kruchta často ve formě ochozu zaujímá prostor kolem celého obvodu lodi. 
Stavebně je předchůdcem kruchty tribuna, která v románských vlastnických kostelích (tzv. tribunový kostel) sloužila majiteli kostela ke sledování bohoslužby. Tento útvar však nelze označovat termínem kruchta, stejně jako nelze tímto slovem označovat rozsáhlé empory, časté v luterských kostelech. Tyto empory mohou zaujímat celou plochu bočních lodí. V baroku jsou často umístěny i v několika podlažích nad sebou a vypadají velmi podobně jako divadelní galerie.